# Länsväg O 2026
Länsväg O 2026 är en kort övrig länsväg som är motortrafikled större delen av sträckan. Den går från Vänersborg söderut till Trafikplats Skogsbo vid E45 och Riksväg 44. Länsväg O 2026 fortsätter rakt fram i trafikplatsen vilket inte E45:an och 44:an gör. Det beror på historiska skäl, efter invigningen var detta riksväg, samt att denna väg är relativt hårt trafikerad av lokal arbetspendling Vänersborg-Trollhättan. Sträckan är sedan början av 2000-talet ombyggd till 2+1-väg.

## Historik
Sträckan invigdes 1981 som en del av motortrafikleden Vänersborg-Trollhättan där Stallbackabron ingick. Den räknades som Riksväg 45 hela sträckan och Riksväg 44 mellan Vänersborg och Trafikplats Skogsbo. 1989 flyttades Riksväg 44 till att gå via Trollhättan. 1991 flyttades dåvarande Riksväg 45 (nu E45) till att gå väster om Vänersborg, så att sträckan norr om Trafikplats Skogsbo endast blev övrig länsväg, en av få sådana motortrafikleder i Sverige.

## Korsningar och anslutningar
|  | Nr             | Namn     | Skyltning                             |
|  | -------------- | -------- | ------------------------------------- |
|  | motortrafikled | Skogsbo  | mot Uddevalla E 45 mot Trollhättan    |
|  |                |          | 2025 mot Båberg                       |
|  |                |          |                                       |
|  |                | Gropbron | över Karls grav, öppningsbar          |
|  |                |          | mot Vargön                            |
|  |                |          |                                       |
|  |                |          |                                       |
|  |                |          | Planskild korsning med Älvsborgsbanan |
|  |                |          |                                       |
|  |                |          |                                       |
|  |                |          |                                       |
|  |                |          | 2050 mot Vargön, Dalbobron            |